# Lycodes nishimurai
Lycodes nishimurai är en fiskart som beskrevs av Wataru Shinohara och Shirai 2005. Lycodes nishimurai ingår i släktet Lycodes och familjen tånglakefiskar. Inga underarter finns listade i Catalogue of Life.